# الکساندر لوپز
الکساندر لوپز (به پرتغالی: Alexandre Paes Lopes) مدافع اهل برزیل است که در شهر ریودو ژانیرو و در تاریخ ۲۹ اکتبر ۱۹۷۴ به دنیا آمده‌است.
الکساندر لوپز در تیم‌های فوتبال Criciúma ،کورینتیانس،Sport Recife،Fluminense، اسپارتاک مسکو و Goiás سابقهٔ حضور دارد. این بازیکن همچنین در سال، 1995 - 1996 3 بار برای، تیم ملی فوتبال برزیل به میدان رفته‌است 